# Plagiogyria sessilifolia
Plagiogyria sessilifolia är en ormbunkeart som beskrevs av Nakaike. Plagiogyria sessilifolia ingår i släktet Plagiogyria och familjen Plagiogyriaceae. Inga underarter finns listade.